# Le Daim
Le Daim, ook bekend onder de Engelstalige titel Deerskin, is een Franse zwartkomische film uit 2019 die geschreven en geregisseerd werd door Quentin Dupieux. De hoofdrollen worden vertolkt door Jean Dujardin en Adèle Haenel.

## Verhaal
De film is het relaas van de veertiger George die in het begin van de film naar een dorpje in de bergen gaat om daar een krankzinnig duur hertenleren jasje te kopen. Bij de aankoop krijgt hij van de verkoper een kleine verouderde camcorder cadeau, waarna hij besluit zich voor te doen als een filmmaker. George raakt geobsedeerd door de gekochte jas, die ook tot hem begint te spreken. Het jasje vertelt hem dat het de enige jas op aarde moet worden. Met de hulp van Denise, die in haar vrije tijd films monteert, begint hij aan zijn bizarre missie.

## Rolverdeling
| Acteur           | Personage  |
| ---------------- | ---------- |
| Jean Dujardin    | Georges    |
| Adèle Haenel     | Denise     |
| Albert Delpy     | Monsieur B |
| Pierre Gommé     | Nicolas    |
| Laurent Nicolas  | Norbert    |
| Coralie Russier  | Vic        |
| Youssef Hajdi    | Olaf       |
| Marie Bunel      | Kylie      |
| Tom Hudson       | Yann       |
| Stéphane Jobert  | Adrien     |
| Franck Lebreton  | David      |
| Panayotis Pascot | Johnny     |
| Maryne Cayon     | Zita       |

## Productie
In november 2017 raakte bekend dat Quentin Dupieux voor zijn volgende film, getiteld Le Daim, zou samenwerken met acteur Jean Dujardin. De opnames vonden in maart en april 2018 plaats in het Frans departement Pyrénées-Atlantiques. Er werd gefilmd in onder meer Navarrenx, Béarn, Mauléon-Licharre en Sarrance.
Le Daim ging op 15 mei 2019 op het filmfestival van Cannes in première als de openingsfilm van La Quinzaine des Réalisateurs.